# 国防大臣 (イギリス)
国防大臣（こくぼうだいじん、英語：Secretary of State for Defence）または国防相 (こくぼうしょう、英語：Defence Secretary) は、イギリス政府の上級大臣であり、国防省を所管する他に国防評議会の議長を務める。同職は閣僚級の職であり、国防調整担当大臣（Minister for Coordination of Defence, 1936年-1940年）の職と国防担当閣外大臣（Minister of Defence, 1940年-1964年）の後継として、1964年に設置された。

## 国防調整担当大臣（1936年-1940年）
国防調整担当大臣 (こくぼうちょうせいたんとうだいじん、英語：Minister for Coordination of Defence) は、イギリスの国防力強化を監督・調整するために、スタンリー・ボールドウィン首相によって1936年に設置された閣僚級の職であった。
当時、ナチス・ドイツがドイツ再軍備宣言によって軍拡を進めており、「イギリス軍はドイツ軍に比して兵力に劣る」との批判に応えるためであった。このキャンペーンはウィンストン・チャーチル主導下で行われ、挙国一致内閣内のチャーチルより年配の人物のほぼ全員が、政治家や解説者によって取り沙汰されたが、多くの人々はチャーチルが新任の大臣に任命されると考えていた。それにも関わらず、ボールドウィンは司法長官のトマス・インスキップ卿を選んだため、各方面から驚きの声が上がった。有名な意見は「これは、（ローマ皇帝の）カリグラが愛馬をコンスルに就けようとした時以来の最も馬鹿げた人事だ」というものである。現在では、この人事はボールドウィンによる警戒の証と考えられている。即ちイギリスの戦争準備の証拠と外国勢力から見做されていたチャーチルのような人物を任命したくなかった、あるいは過激で物議を醸す人物を大臣に起用することを避けたいと考えたというのである。
1939年に第一海軍卿のチャットフィールド卿がインスキップを継いだ。第二次世界大戦が始まると、新任のネヴィル・チェンバレン首相は小さな戦時内閣を組織し、チャットフィールドが3軍の各大臣（陸軍大臣・海軍大臣・空軍大臣）の報道官役を果たすことが期待された。しかし政治的配慮により結局3軍の大臣はいずれも閣内に留まったため、チャットフィールドの役割は次第に不要とされた。1940年4月に同職は正式に廃止され、その権能は他の大臣らに移転した。
凡例

政治家: 
      保守党
      無所属

政権:
      単独政権
      連立政権
| 氏名 | 氏名                                                    | 肖像                   | 在任期間      | 在任期間      | 所属政党 | 首相 | 首相                       |
| ---- | ------------------------------------------------------- | ---------------------- | ------------- | ------------- | -------- | ---- | -------------------------- |
|      | トマス・インスキップ                                    |                        | 1936年3月13日 | 1939年1月29日 | 保守党   |      | スタンリー・ボールドウィン |
|      | トマス・インスキップ                                    | ネヴィル・チェンバレン | 1936年3月13日 | 1939年1月29日 | 保守党   |      |                            |
|      | 初代チャットフィールド男爵 アーンル・チャットフィールド |                        | 1939年1月29日 | 1940年4月3日  | なし     |      |                            |

## 国防担当閣外大臣（1940年-1964年）
国防担当閣外大臣 (こくぼうたんとうかくがいだいじん、英語：Ministers of Defence) の職は、1940年の設置から1964年の廃止までの間に国防と安全保障の調整を担った。同職は閣僚級の職であり、一般に3軍各省の大臣の上級職とされたが、一部の3軍大臣は閣内にあり続けた。
1940年5月に首相に任命されたウィンストン・チャーチルは、国防大臣職を新設して自ら大臣に就任した。同職は第二次世界大戦の遂行を担当する大臣が1人もいないとの批判に対応するために設置された。1946年に同職は軍を代表する唯一の閣僚級の職となり、3軍の大臣（陸軍大臣・海軍大臣・空軍大臣）は正式に国防大臣に従属することになった。
凡例

政治家: 
      保守党
      労働党
      Labour Co-op
      無所属

政権:
      単独政権
      連立政権
| 氏名 | 氏名                                                      | 肖像                         | 在任期間       | 在任期間       | 所属政党     | 首相 | 首相                     |
| ---- | --------------------------------------------------------- | ---------------------------- | -------------- | -------------- | ------------ | ---- | ------------------------ |
|      | ウィンストン・チャーチル                                  |                              | 1940年5月10日  | 1945年7月27日  | 保守党       |      | ウィンストン・チャーチル |
|      | クレメント・アトリー                                      |                              | 1945年7月27日  | 1946年12月20日 | 労働党       |      | クレメント・アトリー     |
|      | A・V・アレグザンダー                                      |                              | 1946年12月20日 | 1950年2月28日  | Labour Co-op |      | クレメント・アトリー     |
|      | エマニュエル・シンウェル                                  |                              | 1950年2月28日  | 1951年10月26日 | 労働党       |      | クレメント・アトリー     |
|      | ウィンストン・チャーチル                                  |                              | 1951年10月28日 | 1952年3月1日   | 保守党       |      | ウィンストン・チャーチル |
|      | チュニスの初代アレグザンダー伯爵 ハロルド・アレグザンダー |                              | 1952年3月1日   | 1954年10月18日 | なし         |      | ウィンストン・チャーチル |
|      | ハロルド・マクミラン                                      |                              | 1954年10月18日 | 1955年4月7日   | 保守党       |      | ウィンストン・チャーチル |
|      | セルウィン・ロイド                                        |                              | 1955年4月7日   | 1955年12月20日 | 保守党       |      | アンソニー・イーデン     |
|      | ウォルター・モンクトン                                    |                              | 1955年12月20日 | 1956年10月18日 | 保守党       |      | アンソニー・イーデン     |
|      | アントニー・ヘッド                                        |                              | 1956年10月18日 | 1957年1月9日   | 保守党       |      | アンソニー・イーデン     |
|      | ダンカン・サンズ                                          |                              | 1957年1月13日  | 1959年10月14日 | 保守党       |      | ハロルド・マクミラン     |
|      | ハロルド・ワトキンソン                                    |                              | 1959年10月14日 | 1962年7月13日  | 保守党       |      | ハロルド・マクミラン     |
|      | ピーター・ソーニークロフト                                |                              | 1962年7月13日  | 1964年4月1日   | 保守党       |      | ハロルド・マクミラン     |
|      | ピーター・ソーニークロフト                                | アレック・ダグラス＝ヒューム | 1962年7月13日  | 1964年4月1日   | 保守党       |      |                          |

## 国防大臣 (1964年 - 現在)
国防大臣（こくぼうだいじん、英語：Secretaries of State for Defence）の職は、1964年1月1日に設置された。以前の内閣における海軍大臣・陸軍大臣・空軍大臣（それぞれ陸軍・海軍・空軍に対する責任を負う）の地位は同職に包摂された。陸軍省・海軍省・空軍省は廃止され、これら3省の機能は拡大した国防省へと移った。
凡例

政治家: 
      保守党
      労働党

政権:
      単独政権
      連立政権
| 氏名 | 氏名                                         | 肖像               | 在任期間       | 在任期間       | 所属政党 | 首相 | 首相                         |
| ---- | -------------------------------------------- | ------------------ | -------------- | -------------- | -------- | ---- | ---------------------------- |
|      | ピーター・ソーニークロフト                   |                    | 1964年4月1日   | 1964年10月16日 | 保守党   |      | アレック・ダグラス＝ヒューム |
|      | デニス・ヒーリー                             |                    | 1964年10月16日 | 1970年6月19日  | 労働党   |      | ハロルド・ウィルソン         |
|      | 第6代キャリントン男爵 ピーター・キャリントン |                    | 1970年6月20日  | 1974年1月8日   | 保守党   |      | エドワード・ヒース           |
|      | イアン・ギルモア                             |                    | 1974年1月8日   | 1974年3月4日   | 保守党   |      | エドワード・ヒース           |
|      | ロイ・メイソン                               |                    | 1974年3月5日   | 1976年9月10日  | 労働党   |      | ハロルド・ウィルソン         |
|      | フレデリック・ミュレイ                       |                    | 1976年9月10日  | 1979年5月4日   | 労働党   |      | ジェイムズ・キャラハン       |
|      | フランシス・ピン                             |                    | 1979年5月5日   | 1981年1月5日   | 保守党   |      | マーガレット・サッチャー     |
|      | ジョン・ノット                               |                    | 1981年1月5日   | 1983年1月6日   | 保守党   |      | マーガレット・サッチャー     |
|      | マイケル・ヘイゼルタイン                     |                    | 1983年1月6日   | 1986年1月7日   | 保守党   |      | マーガレット・サッチャー     |
|      | ジョージ・ヤンガー                           |                    | 1986年1月9日   | 1989年7月24日  | 保守党   |      | マーガレット・サッチャー     |
|      | トム・キング                                 |                    | 1989年7月24日  | 1992年4月10日  | 保守党   |      | マーガレット・サッチャー     |
|      | トム・キング                                 | ジョン・メイジャー | 1989年7月24日  | 1992年4月10日  | 保守党   |      |                              |
|      | マルコム・リフキンド                         |                    | 1992年4月10日  | 1995年7月5日   | 保守党   |      |                              |
|      | マイケル・ポーティッロ                       |                    | 1995年7月5日   | 1997年5月2日   | 保守党   |      |                              |
|      | ジョージ・ロバートソン                       |                    | 1997年5月3日   | 1999年10月11日 | 労働党   |      | トニー・ブレア               |
|      | ジェフ・フーン                               |                    | 1999年10月11日 | 2005年5月6日   | 労働党   |      | トニー・ブレア               |
|      | ジョン・リード                               |                    | 2005年5月6日   | 2006年5月5日   | 労働党   |      | トニー・ブレア               |
|      | デス・ブラウン                               |                    | 2006年5月5日   | 2008年10月3日  | 労働党   |      | トニー・ブレア               |
|      | デス・ブラウン                               | ゴードン・ブラウン | 2006年5月5日   | 2008年10月3日  | 労働党   |      |                              |
|      | ジョン・ハットン                             |                    | 2008年10月3日  | 2009年6月5日   | 労働党   |      |                              |
|      | ボブ・エインズワース                         |                    | 2009年6月5日   | 2010年5月11日  | 労働党   |      |                              |
|      | リアム・フォックス                           |                    | 2010年5月11日  | 2011年10月14日 | 保守党   |      | デイヴィッド・キャメロン     |
|      | フィリップ・ハモンド                         |                    | 2011年10月14日 | 2014年7月15日  | 保守党   |      | デイヴィッド・キャメロン     |
|      | マイケル・ファロン                           |                    | 2014年7月15日  | 2017年11月1日  | 保守党   |      | デイヴィッド・キャメロン     |
|      | マイケル・ファロン                           | テリーザ・メイ     | 2014年7月15日  | 2017年11月1日  | 保守党   |      |                              |
|      | ギャビン・ウィリアムソン                     |                    | 2017年11月2日  | 2019年5月1日   | 保守党   |      |                              |
|      | ペニー・モーダント                           |                    | 2019年5月1日   | 2019年7月24日  | 保守党   |      |                              |
|      | ベン・ウォレス                               |                    | 2019年7月24日  | 2023年8月31日  | 保守党   |      | ボリス・ジョンソン           |
|      | ベン・ウォレス                               | リズ・トラス       | 2019年7月24日  | 2023年8月31日  | 保守党   |      |                              |
|      | ベン・ウォレス                               | リシ・スナク       | 2019年7月24日  | 2023年8月31日  | 保守党   |      |                              |
|      | グラント・シャップス                         |                    | 2023年8月31日  | 2024年7月5日   | 保守党   |      |                              |
|      | ジョン・ヒーリー                             |                    | 2024年7月5日   | （現職）       | 労働党   |      | キア・スターマー             |